# مهابة (اسم)
مهابة هو اسم علم مذكر من أصل عربي، ومعناه هو مصدره الهيبة، وهي ذات المقام العزيز الوقور.

## وصلات خارجية
- موسوعة السلطان قابوس لأسماء العرب